# 齐格拉-克诺伯尔斯多夫
齐格拉-克诺伯尔斯多夫（德語：Ziegra-Knobelsdorf，發音：[ˈtsiːɡʁa ˈknoːbl̩sˌdɔʁf]）是德国萨克森州中萨克森县曾经的一个市镇，面积30.89平方公里，2011年12月31日人口为2,143人。2013年1月1日，该市镇解散，划入市镇德伯爾恩与瓦尔德海姆。